# Alícia Correia
Alícia Correia, née le 29 avril 2003 à Barreiro au Portugal, est une footballeuse professionnelle portugaise qui joue en tant que latérale gauche au Sporting CP.
Elle joue également en  l'équipe nationale du Portugal depuis septembre 2020.

## Biographie
Née à Barreiro au Portugal, Alicia Correia commence le football à l'académie du Playhouse de Pinhal Novo jusqu'en 2011. Elle rejoint à 9 ans le FC Barreirense où elle évolue avec les garçons dans les catégories jeunes.
En 2016, Alicia Correia rejoint le Sporting CP. Tout d'abord dans les catégories jeunes où elle montre un fort potentiel. Lors de la saison 2019/2020, alors U16, elle est surclassée pour jouer avec les U19 en comptant 14 matchs et 5 buts et elle est également introduite dans l'équipe B du Sporting en comptant 5 apparitions pour 1 but.
Le 19 novembre 2020, à l'âge de 17 ans, Alicia Correia signe son premier contrat professionnel avec le Sporting CP.

## En sélection
Alicia Correia connait la sélection nationale dès décembre 2017. Elle participe au Championnat d'Europe U17 2019 en Bulgarie ou le Portugal arrive jusqu'en demi-finale mais perd 2-0 face à l'Allemagne.
Alicia Correia fait ses débuts avec l'équipe nationale du Portugal le 23 octobre 2020 contre la Chypre.
En juillet 2022, Alicia Correia est retenue par Francisco Neto pour participer à l'Euro 2022 en Angleterre. Cependant elle ne jouera aucun match et la Selecção das Quinas se verra éliminée au 1er tour.

## Palmarès
Sporting CP :
- Vainqueur de la Supertaça du Portugal : 2021
- Vainqueur de la Coupe Taça du Portugal : 2021[7]